# 뭄바이 대학교
뭄바이 대학교(마라티어: मुंबई विद्यापीठ, 영어: University of Mumbai)는 인도 뭄바이에 위치한 대학교이다.

## 같이 보기
- 인도의 교육